# Byczo jest!
Byczo jest! (ang. Whoopee!) – amerykański kolorowy film z 1930 roku w reżyserii Thorntona Freelanda.

## Nagrody i nominacje
| Nazwa nagrody | Wygrane            | Nominacje                              |
| ------------- | ------------------ | -------------------------------------- |
| Oscar         | 1931 bez rezultatu | 1931 Najlepsza scenografia Richard Day |